# Trichilia gamopetala
Trichilia gamopetala är en tvåhjärtbladig växtart som beskrevs av T.D. Pennington. Trichilia gamopetala ingår i släktet Trichilia och familjen Meliaceae. Inga underarter finns listade i Catalogue of Life.